# زبيدي صغير
زبيدي صغير (الاسم العلمي: Pampus minor) (بالإنجليزية: Southern lesser pomfret)‏ هو نوع من الأسماك يتبع جنس الزبيدي الأبيض من فصيلة الأسماك الزبيدية.